# 革命广场 (古巴)
革命广场（西班牙語：Plaza de la Revolución）是古巴哈瓦那的一个广场及一个区。
该区从广场延伸至马雷贡直至海边，并包括维达多区。

## 广场

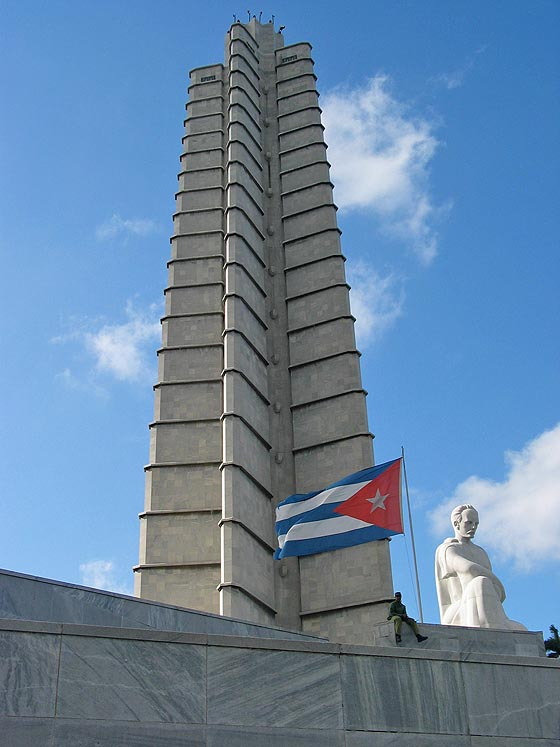
革命广场上的何塞·马蒂纪念碑

革命广场是世界最大的广场之一，其面积达72000平方米。革命广场为许多政治游行的举办地，同时也是古共中央第一书记菲德尔·卡斯特罗及其他政治人物在古巴经常閱兵和发表讲话的地点。菲德尔·卡斯特罗曾多次在重要场合在此对超过100万人次的古巴人发表过讲话，其演讲时间通常为每年的5月1日或7月26日（古巴革命节）。广场的主要建筑物为何塞·马蒂纪念碑，高109米（为哈瓦那市最高点之一），基座高18米。国家图书馆和许多政府机构的建筑均坐落于广场四周。纪念碑后即是古巴国务委员会主席的办公地革命宫。纪念碑对面是内政部大楼和电信部大楼，其中内政部大楼上有著名的切·格瓦拉的画像及其名言“直到最后的胜利”（Hasta la Victoria Siempre）。
革命广场和何塞·马蒂纪念碑是在古巴前总统富尔亨西奥·巴蒂斯塔的任期内修建的，于1959年完工，这一年菲德尔·卡斯特罗取得革命胜利。革命广场原名“公民广场”。在1959年的古巴革命后，改为现名“革命广场”。到达纪念碑顶部有电梯。

## 人口
2004年，哈瓦那革命广场区人口为 161,631 人， 总面积为 12 平方千米，人口密度为 13469.3 人/平方千米。

## 广场地标

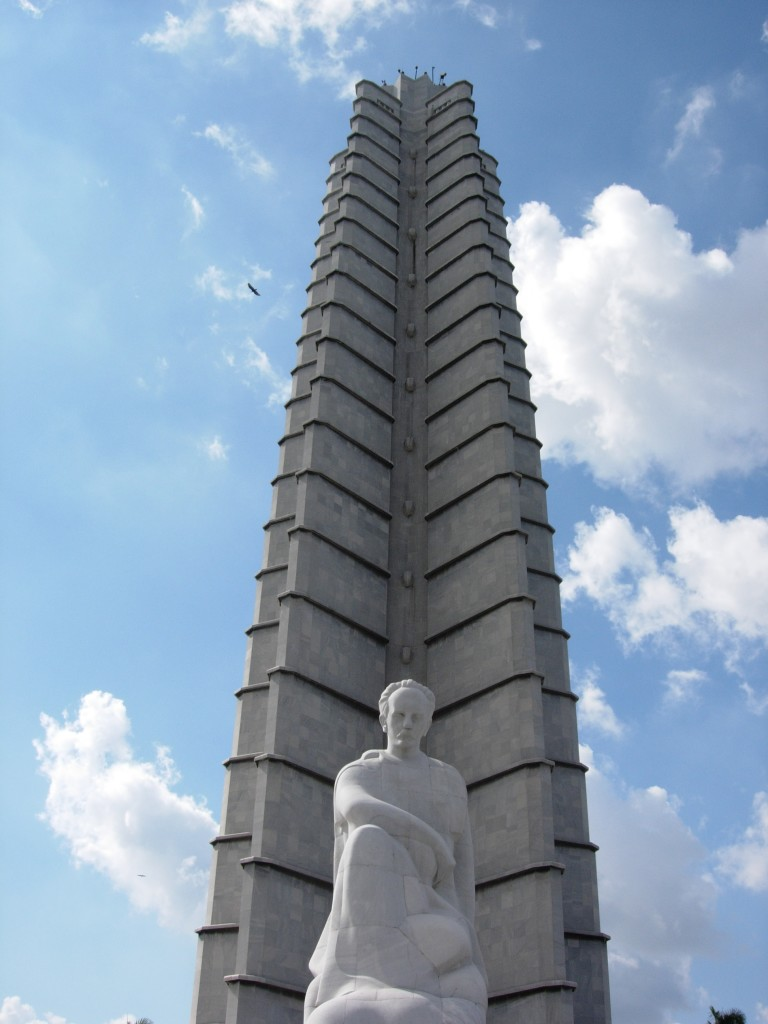
何塞·马蒂纪念碑
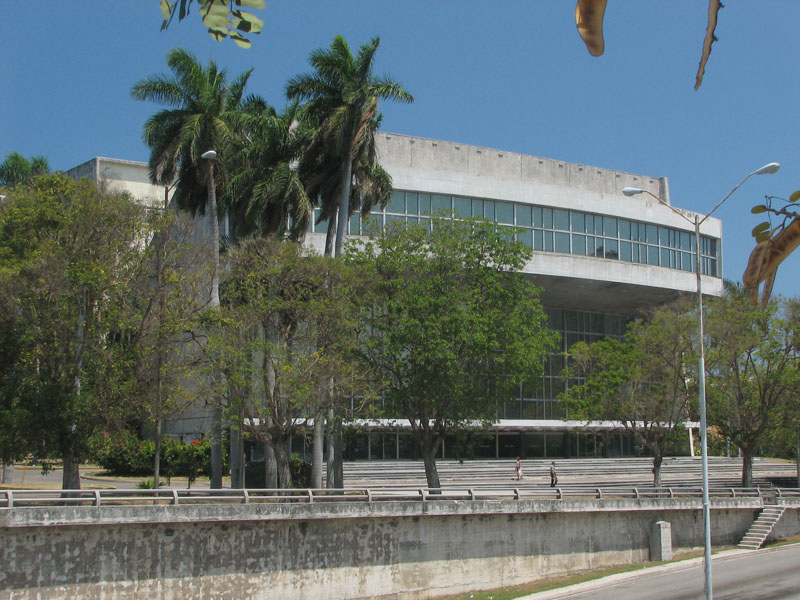
古巴国家剧院
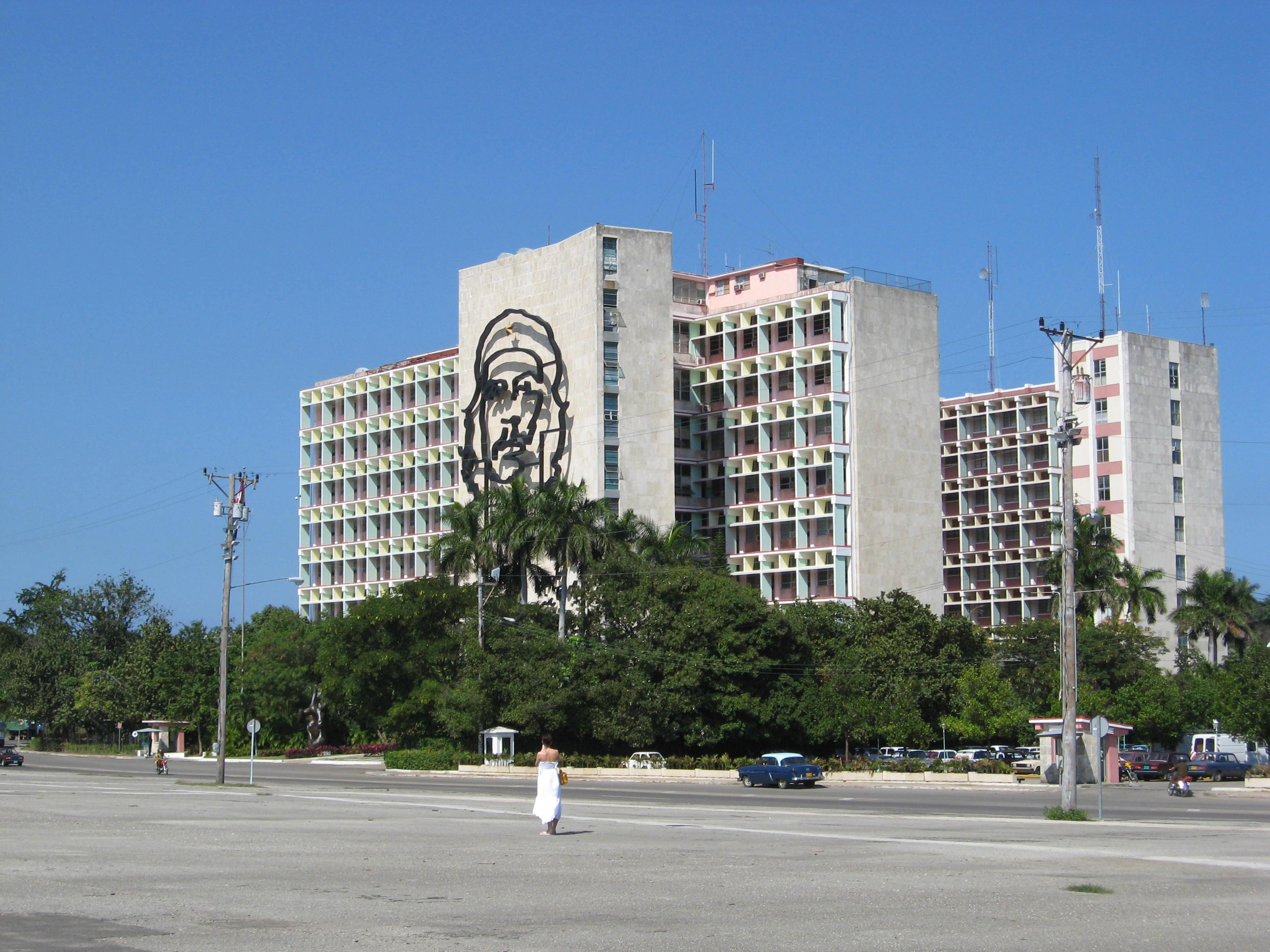
内政部楼
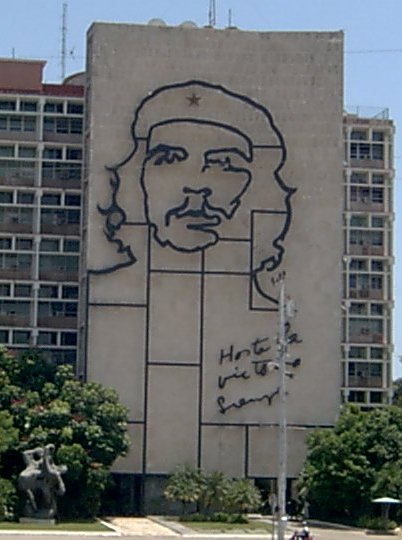
切·格瓦拉铁线雕塑
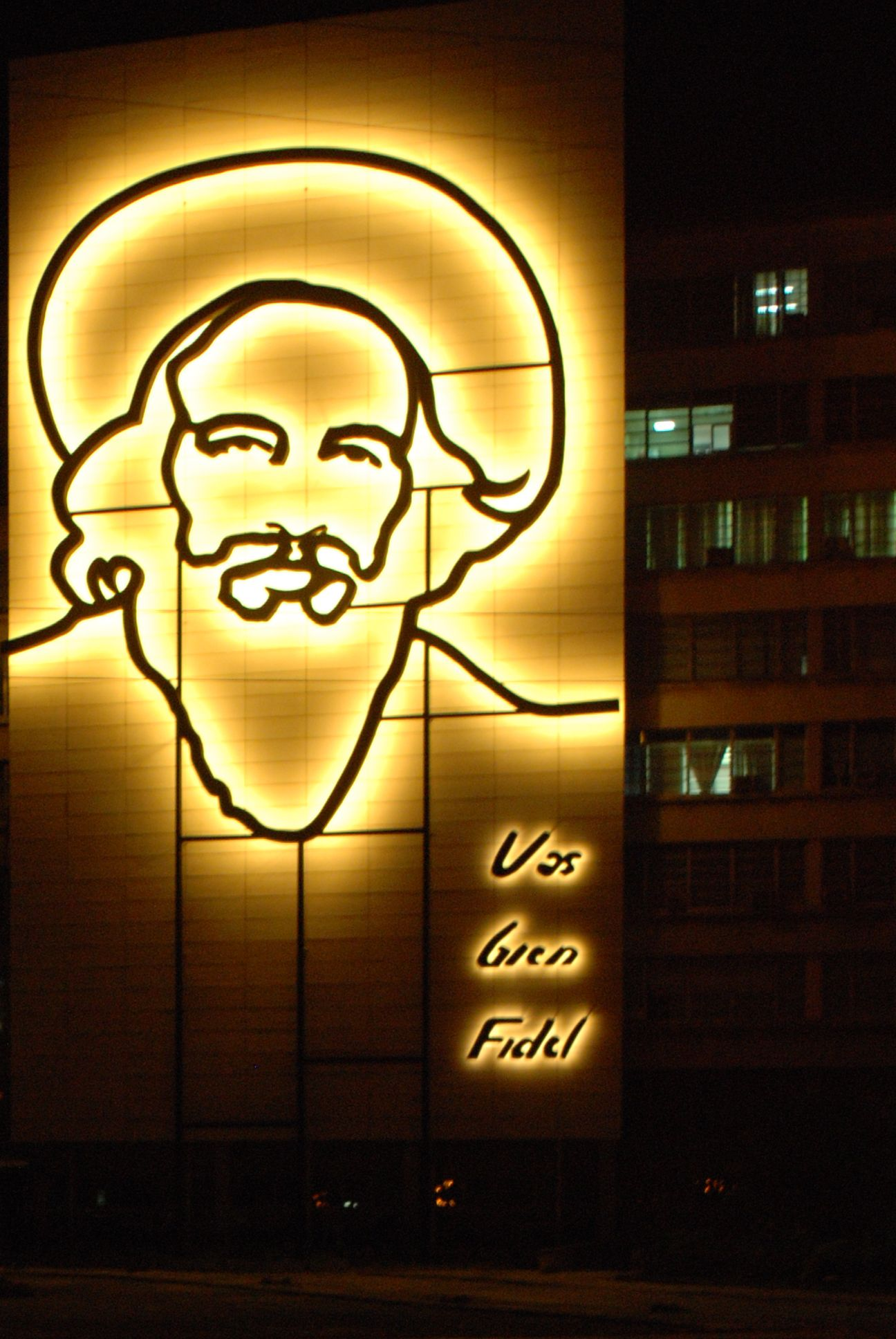
卡米洛·西恩富戈斯铁线雕塑